# 山本格
山本格（日语：／ Yamamoto Itaru，10月4日—）是出生于日本新潟县的前男性聲優。曾經是I'm Enterprise所属。

## 略历
毕业于文學座附属演剧研究所和映像技术学院。自2010年4月1日起加入I'm Enterprise。
2024年9月22日，所屬事務所I'm Enterprise報告，山本因嚴重違約而於同年9月14日與I'm Enterprise解除契約，並同時退出演藝行業。

## 人物
喜爱的体育运动包括足球、棒球、乒乓球和游泳。而特技是长号。
与松岡禎丞关系很好，虽然松岡禎丞是前辈，但彼此能以平等的口吻交流，也会互相吐槽。由于整个声优行业因新冠肺炎而长时间休息，某次他对松岡禎丞说：“你不考虑回到《最终幻想14》里吗？”，并半强制地让松岡禎丞购买一台高性能的游戏电脑。结果，他和松岡禎丞在新冠疫情期间一起进行名为“‘松岡禎丞＆山本格’的游戏实况的暂定成员”的YouTube活动。

## 演出作品
※粗體字為主要角色。

### 电视动画
2011年
- 快盜天使雙胞胎（ドロボウ髭、主持）
- 神的記事本（手下A、组员）
- 銀魂'（看守C）
- 灼眼的夏娜Ⅲ（“炀煽”哈勃利姆、火雾战士A）
- 侦探歌剧 少女福尔摩斯（警察署职员、看守、誘拐犯、除幕式的主持人、魔神、ハゲガチョウ、其他）
- 眾神中的貓神（部下）
- 花開物語（市场店主）
- Fate/Zero（Assassin）
- 便·當（古狼、江户之子半额神、狼、医生2）
- 我的朋友很少（班主任、男学生A、数学教师、男、ワラスボ兵士、其他）
- 魔乳秘劍帖（追兵、茶屋大叔、主人、男）

2012年
- 翡翠森林狼与羊（狼2）
- 槍械少女！！（カメラマン）
- AKB0048（士兵A、パパコック、WOTA B、DES兵、主持、其他）
- Campione 弒神者！（高木、男学生、垂死的仆人A）
- 機動戰士GUNDAM AGE（约瑟·马里斯、救援队员）
- 女王之刃叛亂（海之男A）
- PSYCHO-PASS（工厂作业员、男）
- 櫻花莊的寵物女孩（ナルセミートのおじさん、屋台的爷爷）
- JoJo的奇妙冒險（东洋人、警官B、男A、吸血鬼A）
- 女子落語（医生、歌舞伎者1）
- 只要妳說妳愛我（大叔）
- 絕園的暴風雨（部下B、部下）
- 零之使魔F（杰克、骑士C）
- TARI TARI（电视节目声）
- Muv-Luv Alternative Total Eclipse（父：儿子、机长、军曹A、大尉、司令官、其他）
- 惡魔高校D×D（怪人）
- 迷你裙宇宙海賊（弁天丸クルー、通行人、船长、后面的男人、ビスク員、其他）
- Little Busters!（男学生B、学生C、男性A）
- 輪迴的拉格朗日（现田克己、霍洛朱比、卡卡梅尔、科塔方斯、哈姆吉雷特、其他）
- 魯邦三世 東方見聞錄 〜Another Page〜（记者3）

2013年
- RDG 瀕危物種少女（柴田）
- 有頂天家族（天狗A、长老B、园城寺权三郎）
- 我女友與青梅竹馬的慘烈修羅場（老师）
- 黃金拼圖（电视音）
- 蜡笔小新（超市店员、黑乌龟II世、别府、店主、经理、其他）
- 青春紀行（主持人、班主任、警察官1、お客、四年生B、其他）
- 核爆末世錄（第三师团队员、ステルス乗員、飞行员、第一师团队员）
- 琴浦小姐（医师B、森谷父、雪人、男B、带狗散步的大叔）
- 櫻花莊的寵物女孩（教师B、教师C）
- 翠星上的加爾岡緹亞（飞行员、住人、皮尼欧的同伴）
- 噬血狂襲（兽人、分队长、司书、专务）
- 絕園的暴風雨（广播）
- 戰姬絕唱SYMPHOGEAR（ネフィリム、美军将校、不良、代理人、操纵士A、其他）
- 初音島III
- 幸福光暈（船长）
- 超次元游戏 海王星 THE ANIMATION（史莱姆）
- 科學超電磁砲S（不良、学生）
- 来自风平浪静的明天（青年会A、艺人A、祭典客人、汐鹿生的男人）
- 變態王子與不笑貓（老师B）
- 白色相簿2（男性指导部长）
- 機巧少女不會受傷（警备员A）
- 單色小姐 -The Animation-（泷下制作人、职业摔跤劝诱男、カメラマン）
- 夜櫻四重奏 ～花之歌～（居民）
- 蘿球社！SS（裁判）

2014年
- ALDNOAH.ZERO（军曹、パイロット、舰长、地球联合军参谋、普雷文队长、其他）
- 愛絲卡&羅吉的鍊金工房 ～黃昏天空之鍊金術士～（街人）
- M3～黑色鋼鐵～（警官B、参列者A）
- 靈裝戰士（门下生B）
- 如果折斷她的旗（步行者A、七德院B、部员、上班族B）
- GUNDAM G之复国运动（克伦·摩亚、吉伦多队副队长、パイロット、ジャン・ビョン・ハザム、ガランデン副長、其他）
- 健全機鬥士（ペンギンコマンド）
- 強盜的女兒（士兵、ボルカ山賊）
- 白银的意志 ARGEVOLLEN（谷田浩二[7]）
- 白箱（牛仔、尾之上将人、就活生、操作员、监督）
- 巴哈姆特之怒 GENESIS（卫兵）
- 精灵使的剑舞（艾达曼汀）
- Selector infected WIXOSS（一衣的父亲）
- 哆啦A夢（原始人D、ディレクター、居民(3)、役人、密猟者B、其他）
- 七大罪（男D、丹贝尔巴斯）
- NO GAME NO LIFE 遊戲人生（盗贼）
- 愚者信長（信玄的亲信、密侦、炮术长、士兵B、龙的声音A）
- 魔法科高中的劣等生（男学生、壬生勇三、广播、无头龙干部、渡久地）
- 龍孃七七七埋藏的寶藏（班主任）

2015年
- 亞爾斯蘭戰記（士兵、武将、动物使、哈尔达修）
- 機動戰士GUNDAM 鐵血孤兒（加拉尔霍恩士兵、亚利安罗德舰队司令官）
- GANGSTA.（医生）
- Classroom☆Crisis（部下）
- GATE 奇幻自衛隊（格雷·戈·奥尔多、柘植修、デュシー）
- 彗星·路西法（重镇）
- 下流梗不存在的灰暗世界（理事长）
- Charlotte（监视员A）
- 純潔的瑪利亞（法斯塔夫、老大、英格兰兵A、马塞尔法兰西兵）
- 食戟之靈（部下C、麦克弗里医生、审查员、审查员A）
- JoJo的奇妙冒險：星塵遠征軍（游戏音）
- 聖劍使的禁咒詠唱（喫茶店店长）
- 小長門有希的消失（出租车司机）
- 比堅尼戰士（魔王）
- 御神樂學園組曲（评论家）
- 落第騎士英雄譚（冶金）

2016年
- Re:從零開始的異世界生活（阿顿[8]） - 2020年に第1期新編集版が放送
- Active Raid－機動強襲室第八係－（广播）
- 亞人（警官、不良、头盔男、高马陆佐）
- 超自然9人组（篠山刑警）
- 百無禁忌！女高中生私房話（日本史教师）
- 機動戰士高達UC RE:0096（整备士）
- 齊木楠雄的災難（警官、前总长、不良A、富吉）
- 最弱無敗神裝機龍（居民）
- 終末的伊澤塔（祭司）
- 少女們向荒野進發（伊东经理）
- JoJo的奇妙冒險：不滅鑽石（比赛实况）
- 神裝少女小纏（灵媒师）
- 救難小英雄24（顽固老头）
- TABOO TATTOO－禁忌咒紋－（塞奥多尔·威尔森）
- 神聖之門（希洛特的父亲）
- Dimension W －第四次元－（警备员、废品屋）
- 漂流武士（地精兵）
- 發條精靈戰記 天鏡的極北之星（丁昆·哈尔群斯卡）
- 疾走王子Alternative（长冢乃彦[9]）
- 文豪Stray Dogs（男性职员C）
- 重裝武器（库克曼[10]）
- 魔法少女育成計劃（亚子的父亲）
- 迷家（住持、主管官员）
- 無彩限的幻影世界（BOSS）
- 魔物獵人物語 RIDE ON（斯通[11]）

2017年
- 愛麗絲與藏六（乔·M·立花）
- 博人传-火影次世代-（小豆）
- 妖怪公寓的優雅日常（雪茄、犬族的使者）
- 咕嚕咕嚕魔法陣（莱莱）
- 奇諾之旅 -the Beautiful World- the Animated Series（友人）

2018年
- 皇帝聖印戰記（拉德方·托利亚斯）
- 牙鬥獸娘（柴山）
- DEVILSLINE 惡魔戰線（刑警）
- 黃金神威（妓夫太郎）
- 刀劍神域外傳 Gun Gale Online（萨门）
- 霸穹 封神演義（白天君〈男〉）
- 鋼彈創鬥者 潛網大戰（霍克）
- 天狼 Sirius the Jaeger（鞍岳乡一郎、人造兵器鞍岳）
- 搖曳莊的幽奈小姐（泄宽）
- 工作細胞（肠炎弧菌[12]）
- 關於我轉生變成史萊姆這檔事（貝葉特[13]）

2019年
- 荒野的壽飛行隊（费尔南多内海[14]）
- 輝夜姬想讓人告白～天才們的戀愛頭腦戰～（校长）
- 魔法禁书目录Ⅲ（狄格夫）
- 忍者乱太郎（配送员、忍者、贵族、店员、搬运工、其他）
- 一拳超人（苦虫）
- 炎炎消防隊（哈兰[15]）
- Dr.STONE 新石紀（玄武）

2020年
- 別對映像研出手！（教师）
- 白貓 Project ZERO CHRONICLE（队长）
- 神之塔（库尔丹）
- 名偵探柯南（堀田泉〈山岚〉）
- 大貴族（格斯特尔·K·兰德古鲁[16]）

2021年
- 回復術士的重啟人生（米尔拉的父亲、兽人）
- 瓦尼塔斯的手札（奥洛克）
- 急戰5秒殊死鬥（绷带男）
- 魔法科高中的優等生（实况、广播）
- 86—不存在的戰區—（贝恩德·班诺德）
- 世界頂尖的暗殺者轉生為異世界貴族（特兰）

2022年
- 天才王子的赤字國家重生術（费什塔雷）
- 理科生墜入情網，故嘗試證明。r=1-sinθ（责任编辑、奏的祖父）

2023年
- 狩火之王（朱一、栎）
- 妖幻三重奏（烂）
- 阿魯斯的巨獸（迪格尔）
- Sugar Apple Fairy Tale（达乌宁格伯爵）
- 為美好的世界獻上爆焰！（霍斯特）
- 天國大魔境（不灭教团）
- 無職轉生II～到了異世界就拿出真本事～（帕特里斯[17]）
- 不死少女的謀殺鬧劇（维克多[18]）
- 文豪Stray Dogs 5th SEASON（文的父親）
- 靠著魔法藥水在異世界活下去！（亞當伯爵）

2024年
- 狩火之王 第2期（櫟）
- 異修羅（光暈牢之尤卡）
- 王牌酒保 神之杯（神嶋）
- 神明渴求著遊戲。（使徒、拉格）
- 魔法科高中的劣等生 第3期（播音員）
- 終末的火車前往何方？（攝影師）
- Unnamed Memory 無名記憶（艾德伽爾多）
- FAIRY TAIL魔導少年 百年任務（馬德莫爾[19]）
- 異世界失格（高梅茲）
- 為何我的世界被遺忘了？（拉法葉）
- 關於我轉生變成史萊姆這檔事 第3期（貝葉特）

### 剧场版动画
2012年
- 青之驅魔師 ―劇場版―
- Code Geass 亡國的阿基德（ブリタニア兵A、EU军将校）

2013年
- 劇場版魔法禁書目錄：恩底彌翁的奇蹟（副机长）
- 劇場版 花開物語 HOME SWEET HOME（电力公司职员）
- BAYONETTA Bloody Fate（節制テンパランチア）

2014年
- 劇場版 TIGER & BUNNY-The Rising-（強盗犯）
- 暴力宇宙海賊 ABYSS OF HYPERSPACE－亞空的深淵－

2015年
- 秋之鼓點（团长）

2017年
- 劇場版 魔法科高中的劣等生 呼喚繁星的少女（研究员）

2018年
- 蠟筆小新：功夫小子～拉麵大亂鬥～（研究员B）

2019年
- GUNDAM_G之复国运动 I - III（克伦·摩亚） - 3作品

2020年
- 白箱剧场版（尾之上将人）
- 蠟筆小新：激戰！塗鴉王國與差不多四勇者（逃跑市民）

2021年
- 蠟筆小新：謎案！天下春日部學院的怪奇事件（自行车不良A）
- 劇場版 咒術迴戰 0（高层）

2022年
- 蠟筆小新：幽靈忍者珍風傳（大福忍者）

### OVA
- 女王之刃 新的师徒、新的战斗（2011年，封臣）※《女王之刃Premium Visual Book》同捆OVA
- 機動戰士GUNDAM UC（2012年，整备兵）
- 惡魔高校D×D (2012 年，Stray Devil)※附小说第13卷BD限定版
- 翠星上的加爾岡緹亞（2013年，神官）※Blu-ray BOX 3收录的OVA
- 蘿球社！（2013年，鱼店老板）※PSP游戏《萝球社！秘密的失物》限定版同捆DVD
- 翠星上的加爾岡緹亞～远方的道路遥远的巡回航路～ 前篇（2014年，皮尼恩的同伴）

### Web动画
- 怪物彈珠（2015年 - 2017年，福克斯金属、铝之君、仙台D队、帝王先生[20]）
- 攻壳机动队：SAC 2045（2020年，科古雷科吉）
- 範馬刃牙（2021年，自称第一）

### 游戏
2010年
- 超次元戰記 戰機少女

2012年
- 秋葉原之旅 加強版（男性街头角色）
- 我的萌妹夢工場EX 和妹妹談戀愛♪ 攜帶版

2013年
- 花冠之淚II 霸王的末裔（古参兵B）

2014年
- 妖怪午飯（獏[21]）
- DYNAMIC CHORD feat.[reve parfait]（ジンさん〈立川陣平〉[22]）

2015年
- 幻獸契約Cryptract（米格尔巴赫[23]）
- JOJO的奇妙冒險 天國之眼（东洋人[24]）
- 战魂-SENTAMA（大友宗麟[25]）
- 疾走王子（長塚乃彦、安堂久仁雄[26]）

2016年
- ENDRIDE ～X fragments～（宙斯[27]）
- 問答RPG 魔法使與黑貓維茲（阿特金斯）
- 骷髏少女（利维坦[28]）

2017年
- 光輝戰史（贝尔加[29]）
- 最终幻想XIV：苍穹之禁城（绿华特）

2019年
- 陸行鳥不可思議的迷宮 忘卻時間迷宮（盖尔市长[30]）
- 最终幻想XIV：暗影之逆焰（卢纳尔）

2020年
- 仁王2（真柄直隆[31]、加藤段蔵）
- 八方旅人[32]

2021年
- Re:从零开始的异世界生活 虚假的王选候补（トン[33]）
- 鬼滅之刃 火之神血風譚
- Sword & Blade（左冷禅[34]）

2022年
- 巧可啵GP 大賽車（卡米拉爸爸[35]）
- JOJO的奇妙冒險 群星之戰 重製版（東洋人）
- 英雄傳說 黎之軌跡II -緋紅原罪-（基恩·卢[36]）
- 機動戰士GUNDAM 鐵血孤兒G（艾寇·赞[37]）